# Одержима (роман)
«Одержима» (оригінальна назва — рос. Одержимая) — роман у чотирьох історіях українських письменників Марини та Сергія Дяченків;  виданий 2011 року видавництвом «Эксмо». 

## Опис книги

### Україна
Вона — сучасна відьма-авантюристка, ворожить і знімає причину та вроки, проте вірить тільки у гроші. Він — демон, що вселився у неї. Вона — одержима. Він — жорстокий хазяїн. Двоє ненавидять одне одного і пов'язані спільною місією. Варто хоч раз помилитися, спізнитися, схибити — і відьма, і демон опиняться у пеклі. Однак у такій тяжкій справі помилка — це тільки справа часу...

## Рецензії
- Марина і Сергій Дяченки — Одержима на літературному порталі фентезі і фантастики «Darkness». — Процитовано 3 січня 2013 (рос.)

## Нагороди[3]
- 2012 — конференція «РосКон», приз «Роман» (номінація)

## Видання[3]
- 2011 рік — видавництво «Фоліо» (разом із оповіданнями «Електрик», «Самум», «Хрущ»). (укр.)
- 2011 рік — видавництво «Эксмо» (разом із оповіданнями «Електрик», «Самум», «Хрущ»). (рос.)

## Український переклад
Українською мовою був перекладений і опублікований 2011 року видавництвом «Фоліо».
- Марина та Сергій Дяченко. Збірка "Самум" (Одержима (роман у чотирьох історіях), Електрик (повість), Самум (оповідання), Хрущ (оповідання)). Переклад з російської: Олекса Негребецький. Харків: Фоліо, 2011. 316 стор. ISBN 978-966-03-5776-1 (перевидання 2012)